# Food Network
Food Network is een Amerikaanse themazender met programma's over eten en koken. De zender is eigendom van Warner Bros. Discovery (voorheen Scripps Networks Interactive en Discovery, Inc.) en Nexstar Media Group en werd gesticht op 19 april 1993 als TV Food Network.
Het netwerk kan worden ontvangen in 19 miljoen huishoudens in Amerika, daarnaast is de zender ook in landen als Canada, Verenigd Koninkrijk en Ierland. Het hoofdkantoor van de zender bevindt zich in New York. Zusterzenders van het kanaal zijn Cooking Channel, DIY Network, Great American Country, HGTV en Travel Channel. De zender zendt in tegenstelling tot Cooking Channel veel realityprogramma's uit.
Sinds 21 maart 2008 kan Food Network in high defenition worden ontvangen onder de naam Food Network HD. De zender heeft een eigen videospel, genaamd Cook or Be Cooked. Het spelprogramma werd op 3 november 2009 gelanceerd voor Nintendo Wii. Jaarlijks reikt de zender prijzen uit tijdens de The Food Network Awards.
In Nederland en België was Food Network te zien vanaf 22 april 2010 tot en met 31 januari 2019.

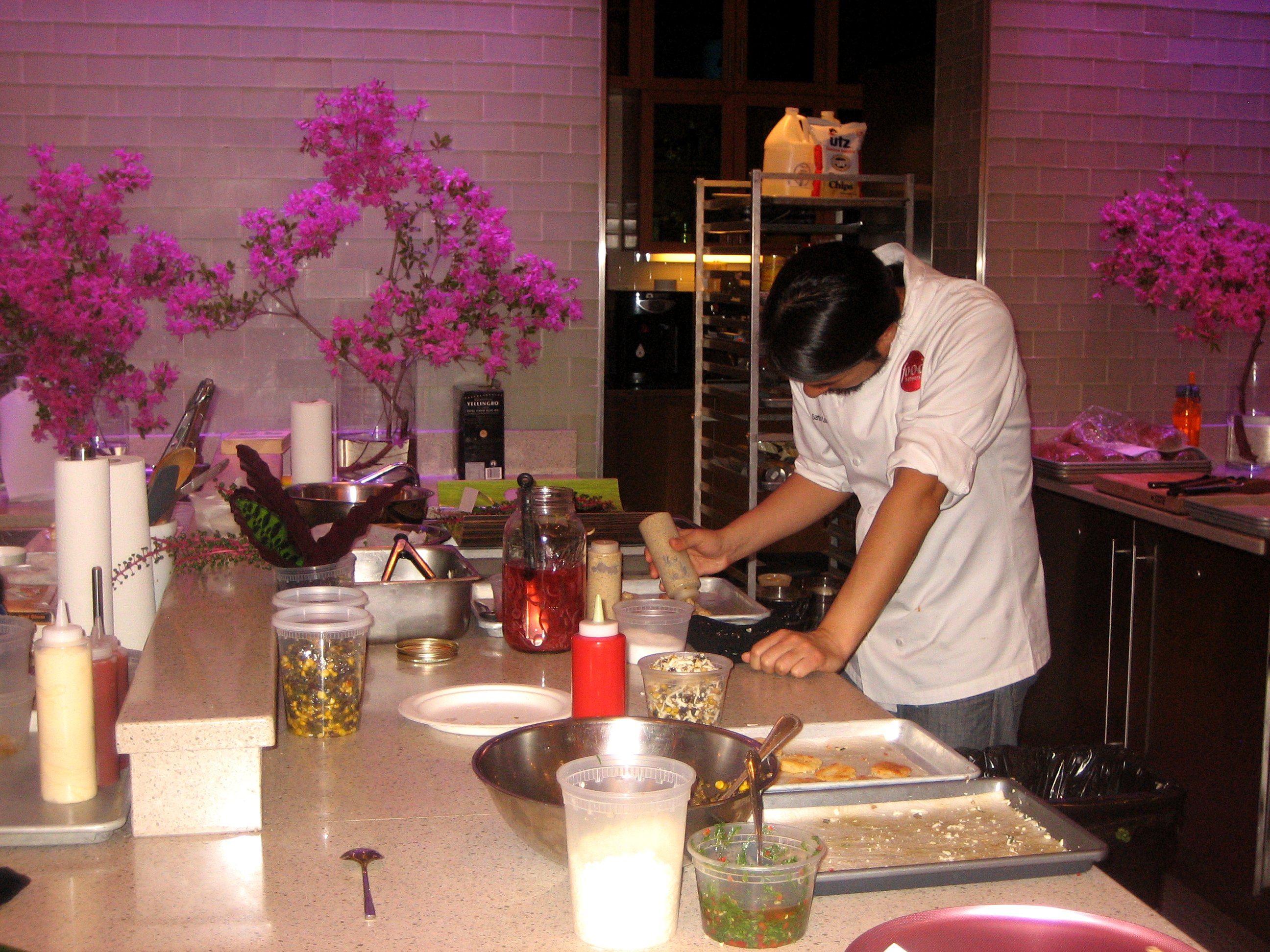
Tv-studio van Food Channel
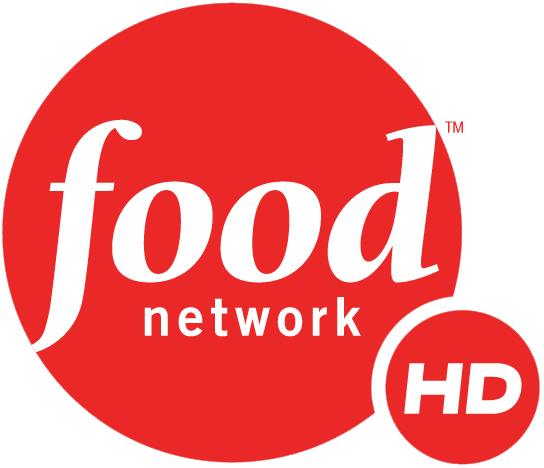
Logo Food Network HD